# Liga lidských práv
Liga lidských práv je česká nevládní organizace věnující se ochraně lidských práv v oblasti zdravotnictví, školství a práce policie, jedna z nejznámějších lidskoprávních organizací v ČR. Cílem Ligy je důslednější prosazování lidských práv do praxe státních orgánů a povědomí české veřejnosti. Od roku 2004 je členem Mezinárodní federace pro lidská práva (FIDH).

## Historie
Liga lidských práv se v roce 2002 oddělila od partnerské právnické organizace Ekologický právní servis. Již dříve její zakladatelé organizovali projekt Občanských právních hlídek, jehož cílem bylo monitorování průběhu protestů proti zasedání Mezinárodního měnového fondu a Světové banky v roce 2000.
Na jaře 2004 se Liga lidských práv stala členem Mezinárodní federace lidských práv (FIDH). Díky spolupráci s organizací Centrum advokacie duševně postižených se Liga začala zabývat dodržováním práv pacientů ve zdravotnictví. O rok později se právníci Ligy zastali účastníků rozehnaného CzechTeku.
S rozšiřování členské základny stálých i externích spolupracovníků se v posledních letech také rozšířila témata, jimiž se Liga zabývá. V současnosti se Liga věnuje právům dětí, pacientů a lidí s postižením, a oblasti soudnictví a práce policie.

## Metody práce
Mezi pracovní nástroje, které Liga používá, patří vedení strategických právních případů, prosazování systémových změn v české legislativě, pořádání vzdělávacích seminářů a přednášek, bezplatné právní poradenství v internetové poradně a vydávání právních manuálů z různých oblastí.

## Témata

### Lidská práva ve zdravotnictví
V rámci projektu Férová nemocnice Liga provozuje bezplatnou on-line právní poradnu, kde jsou zodpovídány dotazy pacientů i lékařů. Právníci Férové nemocnice vydávají manuály, které srozumitelnou cestou seznamují pacienty s jejich právy. Důležité je i zastupování ve strategických případech z oblastí svobody volby v očkování, porodnictví a nevyžádaných zásahů do těla pacienta. Známé jsou například případy neoprávněných sterilizací žen, kterým Liga pomohla získat odškodnění.

### Práva lidí se zdravotním postižením
Ve spolupráci s Centrem advokacie duševně postižených (MDAC) se Liga zabývá právy lidí s postižením. Často řešeným problémem jsou nedobrovolné hospitalizace v psychiatrických léčebnách a protiprávní zbavování způsobilosti k právním úkonům. Liga lidských práv rovněž spolupracuje na změně současných velkokapacitních ústavů v menší komunitní centra.

### Práce policie
Již od svého vzniku Liga prosazuje vznik nezávislého kontrolního orgánu, jenž by prošetřoval stížnosti a trestní oznámení na práci policistů a strážníků. K úspěchům v této oblasti patří získání omluvy a odškodnění pro zbité účastníky CzechTeku 2005. V dlouhodobých kauzách se Liga zasazuje o dodržování práva na svobodu projevu a proti porušování práva na shromažďování.

### Soudnictví
V rámci tématu soudnictví se Liga zabývá dostupností spravedlnosti pro každého. Díky lobbingu proti zvýšení soudních poplatků například Liga zabránila zavedení soudních poplatků pro rodiče, kteří chtějí adoptovat dítě. Liga lidských práv se rovněž věnuje problematice zbytečných průtahů v soudních řízeních a hájení práv obětí trestných činů.

### Školství a právo na vzdělání
Projekt Férová škola se zaměřuje na podporu školství otevřeného všem dětem bez rozdílu – nadaným, handicapovaným i dětem ze sociálně slabých rodin. Inkluzivní školství prosazují pedagogové a právníci projektu nejen poradenstvím, ale i oceňováním příkladů dobré praxe pomocí Certifikátu Férová škola. Součástí práce Férové školy je pořádání seminářů a workshopů pro učitele a žáky.

### Děti z ústavů
Liga lidských práv se věnuje hájení nejlepšího zájmu dítěte. Pomocí právních analýz se snaží o změnu celého systému, jenž je v současnosti postaven zejména na represi ze strany státu, nikoliv podpoře rodiny. Zatímco v odebírání dětí z rodin je Česká republika velmi aktivní, soudy ohledně opatrovnictví trvají často řadu let. Liga se snaží zabránit zbytečnému odebírání dětí z původních rodin.